# 東久仁彦
東 久仁彦（ひがし くにひこ、2月18日 - ）は、日本の男性声優。福岡県八女市出身。佐賀県立三養基高等学校、法政大学出身。高校2年時に佐賀県上峰町に転居。大学進学を機に上京し、TABプロダクション、メディアフォースに所属して声優やナレーターとして活動していた。31歳で上峰町に戻り、フリーで仕事をする傍ら声優専門学校の講師などを務めている。

## 出演作品

### テレビアニメ
- 爆走兄弟レッツ&ゴー!!（シークレットサービスB）
- 爆走兄弟レッツ&ゴー!!WGP（CCPシルバーフォックス選手 / フォックス3[3]）
- ああっ女神さまっ 小っちゃいって事は便利だねっ（ネズミたち）
- なるたる（角野先生、店員）
- 幻影闘士バストフレモン（祭司長）

### OVA
- 小鉄の大冒険（チーマー、竜也の同業者）
- ふたりのジョー（記者、牧田、客）

### Webアニメ
- 鎮西八郎為朝（2021年 - 2023年、伊東祐経[1]、武者、男、店主、崇徳上皇 他）

### ゲーム
- アカイイト（羽藤正樹）
- GUISARD関連（水谷玄人 / ゲインホーク）
  - GUISARD 〜僕らは想いを身に纏う〜
  - GUISARD Revolution 〜僕らは想いを身に纏う〜
  - GUISARD SHUFFLE 〜僕らは想いを解き放つ〜
- 水月 〜迷心〜
- リプルのたまご（トリフィル）
- EVE burst error PLUS（兵士）
- Monochrome
- ガーディアンリコール 〜守護獣召喚〜（地竜）

### ドラマCD
- Canvas 〜セピア色のモチーフ〜 Featuring 橘天音（担任）
- うたうたいの恋〜Lover Song〜2（司会）
- 禁断の甘い果実（伊月の父）
- わがまま大王に気をつけろ（中年の男）
- 琴姫様、乱心！（使用人）
- ドラマCD （GUISARD）ガイザード・ラジオ（水谷玄人）

### 吹き替え
- 美男ですね
- WILD NIGHTS
- タイタニック2012（潜水艦艦長）
- ロイヤルファミリー